# Natuurreservaat Vargödrag
Natuurreservaat Vargödrag is een Zweeds natuurreservaat in het noordwesten van de Botnische Golf. Het ligt tussen Vargön en Pitholmen en wordt gevormd door Vargödrag, een plaatselijke aanduiding van de golf. Het reservaat werd in 1997 gevormd door een aantal kleine eilandjes: Lill Rönnskär, Storstenrevet, Klingergrundet en Klingergrundsrevet. Tussen die eilandjes steken een aantal anonieme zandbanken en rotseilandjes boven de zeespiegel uit. Van de 353 hectare is slechts 14,1 hectare land; de rest is water. Het natuurreservaat maakt deel uit van Natura 2000.